# Óscar González (Fußballspieler)
Óscar del Tránsito González Figueroa (* 24. August 1894 in Coquimbo; † 10. Juni 1959 in Santiago de Chile) war ein chilenischer Fußballspieler. Der Mittelfeldspieler absolvierte zwölf Länderspiele für die chilenische Fußballnationalmannschaft. 

## Verein
Óscar González, auch bekannt als Colo-Colo González, spielte 1917 und 1918 für die Liverpool Wanderers aus der Hauptstadt Santiago. Nach zwei Jahren bei The Commercial ging der Mittelfeldspieler 1921 in die Liga de Valparaíso zu La Cruz FC. 1926 spielte González kurze Zeit für den CD Green Cross aus der Asociación de Football de Santiago. 1927 ging er mit dem CSD Colo-Colo auf internationale Tour nach Amerika und Europa. Auch nach der Reise blieb González bei den Albos. 1933 spielte er ein Jahr bei Morning Star, nachdem er und weitere Spieler aufgrund eines internen Konflikts zum Konkurrenten der neu gegründeten Primera División gegangen waren. 1934 kehrte González aber wieder zu den Albos zurück und blieb dort bis zu seinem Karriereende Anfang 1936.

## Nationalmannschaft
Óscar González debütierte für Chile beim Campeonato Sudamericano 1919 gegen Gastgeber Brasilien. Das Spiel endete mit einer 0:6-Niederlage und auch die beiden folgenden Spiele verlor González mit der La Roja. Am Ende stand punktlos der letzte Platz bei der Südamerikameisterschaft. Bei seiner zweiten Südamerikameisterschaft, dem Campeonato Sudamericano 1922, lief es im Auftaktspiel, erneut gegen Gastgeber Brasilien, besser und Chile holte ein 1:1-Unentschieden. Die weiteren beiden Spiele wurden aber wieder verloren, so dass erneut der letzte Platz für González und sein Team heraussprang. González spielte beim Campeonato Sudamericano 1926 seine dritte Südamerikameisterschaft. Diesmal konnte González, der wie auch schon zuvor alle Turnierspiele absolvierte, mit Chile zwei Spiele gewinnen. Damit wurde Chile Dritter der fünf Teams. Insgesamt absolvierte Óscar González zwölf Länderspiele.

## Erfolge
La Cruz
- Copa Sporting: 1922, 1923
- Liga de Valparaíso: 1922, 1923, 1924, 1925

Colo-Colo
- Liga Central de Football de Santiago: 1928, 1929
- División de Honor: 1930